# Жозе Пауліну Гомес
Жозе Пауліну Гомес (порт.-браз. José Paulino Gomes порт.-браз. José Paulino Gomes; (4 серпня 1895 , Бразилія  — 28 липня 2023 , Pedra Bonitad, Мінас-Жерайс ) — довгожитель, що народився в Бразилії, який, за словами його родичів, помер імовірно у віці 127 років.

## Життєпис
Згідно з нотаріальними записами в штаті Мінас-Жерайс у Бразилії, він помер 28 липня 2023 року, залишивши сімох дітей, 25 онуків, 42 правнуки та 11 праправнуків.
Свідоцтво про його шлюб, від 1917 року, свідчить, що він міг народитися 4 серпня 1895 року. Таким чином, Жозе народився ще до смерті британської королеви Вікторії, першого польоту братів Райт і відкриття рентгенівських променів.
Дідусь все життя намагався їсти лише органічну їжу, вирощену в селі. Він сам усе вирощував або купував у сусідів". Також чарка або дві вина щодня за вечерею були для нього обов'язковими. Також він любив їздити верхи. Перестав кататися на конях тільки в 2019 році.
Останній місяць перед смертю Гомеш почувався погано, здебільшого лежав і розповідав правнукам історії зі свого довгого життя.
Хосе Пауліно Гомес помер через поліорганну недостатність, ймовірно через похилого віку, пояснили його родичі. Похорон відбувся 29 липня 2023 року о 16:00 на кладовищі Коррего-душ-Фіалуш у Педра-Боніта.
Родичі мають намір звернутися до Книги рекордів Гіннесса, щоб офіційно зафіксувати досягнення Гомеша, як найстарішої людини в світі.